# Victor Pohlmeyer

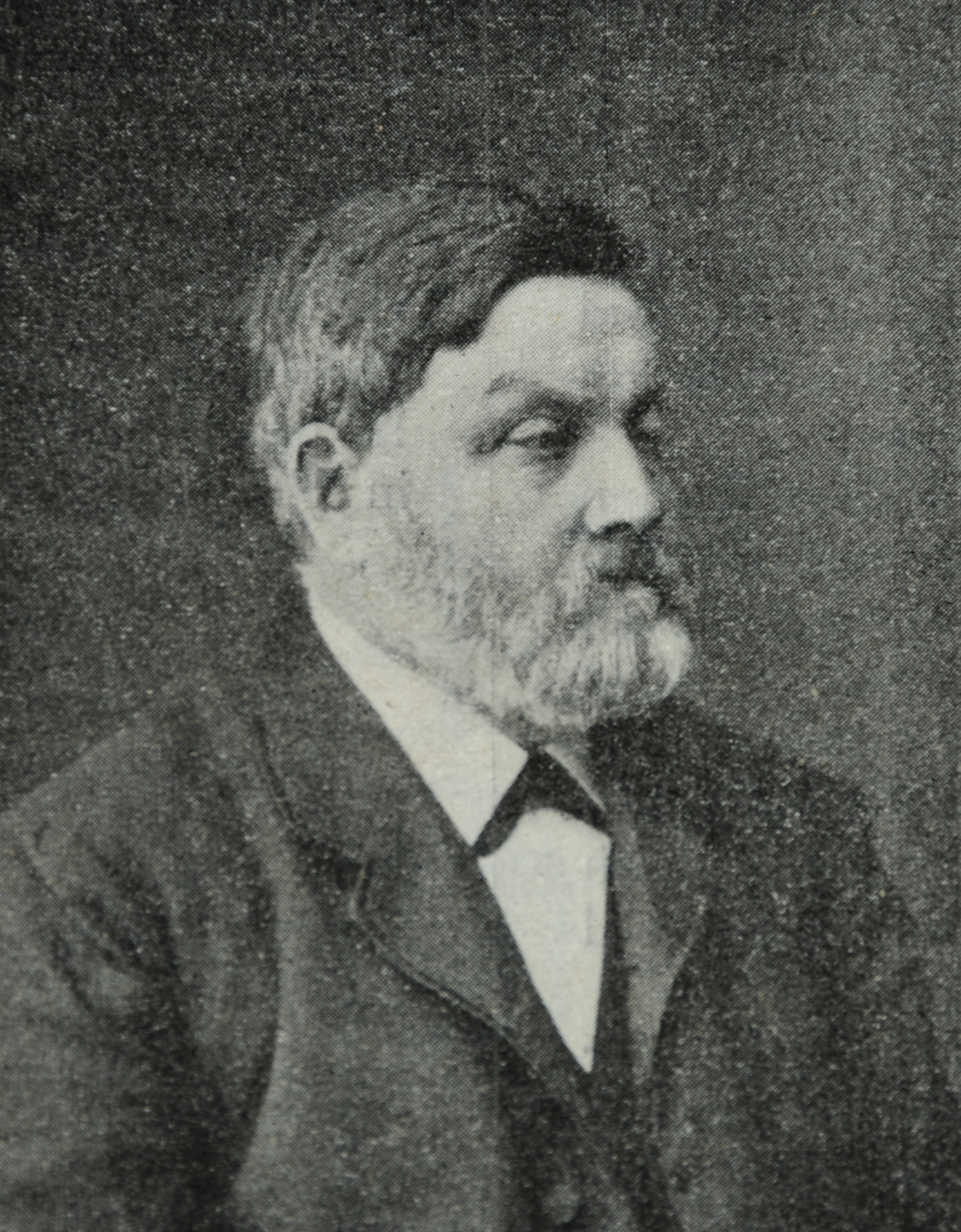
Victor Pohlmeyer

Victor Pohlmeyer (* 26. März 1823 in Levern; † 12. Oktober 1898 in Dortmund) war ein deutscher Ingenieur und Erfinder. 

## Leben
Victor Pohlmeyer besuchte zunächst die Provinzial-Gewerbeschule in Münster. Von 1842 bis 1845 studierte er am Königlichen Gewerbe-Institut in Berlin. 1848 trat er in den Dienst der Köln-Mindener Eisenbahn-Gesellschaft, wo er zunächst als Werkführer beschäftigt war und nebenher den Fahrdienst erlernte. Von 1850 an war er kurzzeitig bei der Warsteiner Hütte beschäftigt, trat aber 1851 wieder in die Dienste der Köln-Mindener Eisenbahn-Gesellschaft als Leiter der Werkstätte und des Lokomotivdienstes in Deutz. 1861 erfolgte Pohlmeyers Versetzung nach Betzdorf, wo er bis 1871 blieb. Danach war er zwei Jahre lang Leiter der Osnabrücker Werkstätte. 1873 kam er nach Dortmund zur Zentral-Maschinenwerkstätte, deren Leitung er nach wenigen Jahren übernahm. Zum 1. April 1895 trat Pohlmeyer in den Ruhestand. 
Zu seinen Erfindungen zählen ein Einspritzer zur Kesseleinspeisung, ein Dampfausströmungs-Regulator an Lokomotiven und eine Materialprüfungsmaschine zur Bestimmung von Elastizitätsgrenzen während des Zerreißversuchs. Laut dem Nachruf in der  Zeitschrift des Vereines deutscher Ingenieure war die Materialprüfungsmaschine „die erste, welche die zuverlässige Bestimmung der Elastizitätsgrenze während des Zerreißversuches gestattete“. Sie wird als Pohlmeyer-Maschine in zahlreichen Publikationen und Fachbüchern aufgeführt, darunter dem Handbuch der Materialienkunde für den Maschinenbau von Adolf Martens, Werkstoffprüfung für Maschinen- und Eisenbau von G. Schulze und E. Vollhardt aus dem Jahr 1923 und Prüf- und Meßeinrichtungen von Erich Siebel aus dem Jahr 1940.
Pohlmeyer erhielt mehrfach Anerkennungen der Regierung und führte den Titel eines Königlichen Eisenbahndirektors. Der Nachruf in der Zeitschrift des Vereines deutscher Ingenieure rühmte ihn als einen „der wenigen Fachgenossen, die an der Entwicklung des Eisenbahnwesens in unserem Vaterlande von seinem Beginne ab bis zur Gegenwart thätigen Anteil genommen“ hätten.
Victor Pohlmeyer war Mitglied im Verein Deutscher Ingenieure (VDI) und im Westfälischen Bezirksverein des VDI. Er war 45 Jahre lang verheiratet und Vater mehrerer Kinder. Er starb an einem Herzinfarkt.